# غارنت منزيس
غارنت منزيس هو سياسي كندي، ولد في 1886، وتوفي في 1966.